# Puerto del Efe
Puerto del Efe är en ort i Mexiko.   Den ligger i kommunen Zimapán och delstaten Hidalgo, i den sydöstra delen av landet, 150 km norr om huvudstaden Mexico City. Puerto del Efe ligger 1 849 meter över havet och antalet invånare är 165.
Terrängen runt Puerto del Efe är huvudsakligen kuperad, men norrut är den bergig. Runt Puerto del Efe är det ganska glesbefolkat, med 39 invånare per kvadratkilometer. Närmaste större samhälle är Zimapan, 4,7 km nordost om Puerto del Efe. Trakten runt Puerto del Efe består i huvudsak av gräsmarker.